# Ингленд, Джордж Аллан
Джордж Аллан Инглэнд (англ. George Allan England, 1877 — 26 июня 1936) — американский писатель и общественный деятель, автор приключенческих фантастических романов.

## Биография
Родился в Форт Макферсоне, штат Нью-Йорк, большую часть жизни прожил в Брэдфорде, штат Нью-Гэмпшир. Окончил Гарвард-колледж в 1902 году. Первую книгу, сборник стихов «Под ветвью» («Underneath the bough»), опубликовал в 1903 году; первый рассказ, который можно отнести к фантастике, «Отражатель времени» («The Time Reflector») в 1905.
Инглэнд считается автором первых американских фантастических романов социалистической направленности. В 1912 году Ингленд баллотировался в губернаторы штата Мэн от Социалистической партии, а в 1913 году издал книгу «Социализм и закон».
Произведения Инглэнда публиковались в журналах «Cavalier» и «All-Story» и пользовались в те времена большой популярностью, сравнимой даже с популярностью романов Э. Р. Берроуза.
В романе «Золотой прах» («The Golden Blight», 1912) Инглэнд описывал крах мирового капитализма из-за гибели мировых золотых запасов, в романе «» («The Air Trust», 1915) — попытку капиталистов монополизировать земную атмосферу.
Самым известным произведением Инглэнда считается трилогия «Тьма и рассвет» («Darkness and dawn») — одноимённый роман (1912), «По ту сторону Забвения» («Beyond the Great Oblivion», 1913) и «Отблеск» («The Afterglow», 1913). По сюжету трилогии, инженер Аллан Стерн и его секретарша Беатрис Кендрик впадают в таинственный летаргический сон и пробуждаются примерно через восемьсот лет в разрушенном временем и опустошенном Нью-Йорке, оказавшись единственными выжившими после неизвестной катастрофы. Их приключения в необитаемом мире и медленное возрождение цивилизации составляют сюжетный стержень романов. «Тьма и рассвет» стала одним из хрестоматийных произведений постапокалиптической фантастики начала XX века и было переиздано в расширенной редакции в середине 1960-х годов.
Ещё два крупных произведения Инглэнда имеют более-менее прямое отношение к фантастике: сюжет романа «Проклятый» («Cursed», 1919) носит отчетливый мистический оттенок, а политико-фантастический роман «Летучий легион» («The Flying Legion», 1920) рассказывает об очередной неудачной попытке завоевать власть над миром.
Кроме фантастических произведений, благодаря которым он и остался в истории массовой литературы, Инглэнд писал также детективы. Многие из них даже выходили отдельными изданиями — например, «Алиби» («The Alibi», полицейское расследование, 1916), «Величайший дар» («The Gift Supreme», история о наркоманах и криминальном подполье, 1917), «Большее преступление» («The Greater Crime», роман о несправедливо осужденном, который бежит из тюрьмы Синг-Синг для того, чтобы доказать свою невиновность, 1917). Публиковал он и записки о своих путешествиях — в 1924 году вышла его книга «Викинги льдов, или Записки новичка о великой ньюфаундлендской охоте на тюленей» («Vikings of the Ice, Being the Log of a Tenderfoot on the Great Newfoundland Seal Hunt»).
Джордж Аллан Инглэнд скончался в 1936 году.